# Drohiczyn (gmina w województwie poleskim)
Drohiczyn – lub Drohiczyn Poleski dawna gmina wiejska istniejąca do 1939 roku w woj. poleskim (obecnie na Białorusi). Siedzibą władz gminy był Drohiczyn (Poleski) (1987 mieszk. w 1921 roku), który będąc także siedzibą powiatu – nie posiadał praw miejskich.
Początkowo gmina należała do powiatu kobryńskiego. 12 grudnia 1920 r. została przyłączona do nowo utworzonego powiatu drohickiego pod Zarządem Terenów Przyfrontowych i Etapowych. 19 lutego 1921 r. wraz z całym powiatem weszła w skład nowo utworzonego województwa poleskiego. 1 stycznia 1926 roku do gminy Drohiczyn przyłączono część obszaru gminy Osowce. 18 kwietnia 1928 roku do gminy przyłączono część zniesionej gminy Worocewicze; dokonano też wymiany części obszarów z gminą Bezdzież.
Po wojnie obszar gminy Drohiczyn wszedł w struktury administracyjne Związku Radzieckiego.